# Paio Viegas Dade
 Paio Viegas Dade   foi um alcaide português foi Alcaide-mor de Leiria em 1184 e Alcaide-mor de Santarém em 1191. 

## Relações Familiares
Desconhece-se com quem casou. Teve um filho de nome Martim Pais Dade “O velho”, nascido em 1200 e casado duas vezes. A primeira com D. Maria Raimundes de Riba Vizela (? - 16 de Junho de 1251), filha de Reimão Pires de Riba de Vizela e de Sancha Pais Correia e a segunda com Urraca Pires de Aguiar, filha de Pero Mendes de Aguiar (1140 -?) e de Estevainha Mendes de Gundar (1175 -?).